# Morgan Page
Morgan Page est un DJ et producteur américain de house progressive et electro house, installé à Los Angeles, en Californie. Son morceau le plus largement connu est The Longest Road (feat. Lissie) inclus dans son premier album Elevate, sorti en mars 2008, également remixé en 2009 par Deadmau5, nommé aux Grammy Awards. Page est enregistré au label Nettwerk.

## Biographie
Morgan Page naît en 1981 à Burlington, dans le Vermont, aux États-Unis. Après avoir signé en 1999 pour la défunte maison d'enregistrement Fiji Recordings, Page signe respectivement chez les labels Bedrock de John Digweed, Satoshi Tomiie's SAW imprint, Force Tracks, et Nordic Trax. Avant de recevoir son diplôme d'études secondaires, Page anime une émission hebdomadaire à la radio WRUV 90.1 FM de Burlington (Vermont), puis travaille en tant que DJ et gérant de la radio WERS 88.9 FM de l'Emerson College de Boston, où il est scolarisé.
En plus de ses compositions, Page remixe Nadia Ali, HIM, Regina Spektor, Madonna, Katy Perry, Ashley Tisdale, Nelly Furtado, Stevie Nicks, The B-52's, T. Rex, Uh Huh Her, Tegan and Sara, Coldplay, Korn, Wax Poetic feat. Norah Jones, The Submarines, Jeffree Star et Camila Grey.
Son album Believe sort le 23 février 2010. Le premier single, Fight for You, connait un large succès, et est repris par des artistes tels que Tiësto, Armin van Buuren, Above and Beyond, Dave Dresden, et Hernan Cattaneo. Fight for You se place à la sixième place des charts dans le Top 10 AOL des morceaux dance de 2009, et est également utilisé dans l'application iPod touch/iPhone Tap Tap Revenge 3. Le deuxième single, une reprise de Pete Yorn, nommé Strange Condition, sort le 26 janvier 2010.
En 2018, Morgan Page sort son single Lost Dreams avec DJ Jayceeoh et Kaleena Zanders, un titre qu'il décrit comme « différent de [son] style habituel - un peu plus de puissance diva à la voix, et moins éthéré et respirant. » La même année, il enregistre et sort également un EP intitulé Born to Fly EP via Armada Music, dont le titre Habit est enregistré lors de sa tournée en Chine.

## Discographie

### Albums studio
- 2002 : Drifting Into View (Nordic Trax)
- 2005 : Cease and Desist (auto-distribué)
- 2008 : Elevate (Nettwerk)
- 2010 : Believe (Nettwerk)
- 2012 : In the Air (Nettwerk) (154e place du US 200[2], 3e du US Dance[3], 1re des Heatseekers Albums[4] et 9e des Independent Albums[5])

### Remixes notables
- Home and Garden - Innocent (Morgan Page Remix) (Nordic Tax, Canada)
- Wax Poetic - Angels (Morgan Page Remixes) (Mother Tongue, US)
- Nigel Hayes - Que pasa (Morgan Page Remix) (Contrast, US)
- Terry Lee Brown Jr. - Ocean of Joy (Morgan Page Remix) (Plastic City, Allemagne)
- Dvorak - Symphony No.9 (Morgan Page Remix) (Groove Gravy, US)
- Niko Bellotto - Love for You (Morgan Page Remix) (Tangent Beats, Suède)
- ADNY - There I Go Again (Morgan Page Remixes) (Court Square Recordings, US)
- Jay West - The Way (Morgan Page Remix) (Spleen, Canada)
- Lost Daze - Illusions (David Garcia and Morgan Page Remix) (Dazed, US)
- Richard Vision - Automatic (David Garcia and Morgan Page Remix)
- Taxi Doll - Waiting (David Garcia and Morgan Page Remix) (Taxi Doll Music, US)
- Coldplay - White Shadows (Morgan Page Bootleg Remix) (White)
- Tegan & Sara - Walking With a Ghost (Morgan Page Bootleg Remix) (White)
- Imogen Heap - Hide and Seek (Morgan Page Bootleg Remix) (White)
- Sam Phillips - If I Could Write (Morgan Page Bootleg Remix) (White)
- The Kills - Good Ones (Morgan Page Bootleg Remix) (White)
- Hiperboreal - Tijuana For Dummies (Morgan Page Bootleg Remix) (White)
- David Bowie - New Killer Star (Morgan Page Bootleg Remix) (White)
- Men, Women, and Children - Dance In My Blood (Warner Bros, US)
- Ashlee Simpson - Boyfriend (Garcia and Page Remix) (Geffen, US)
- Dengue Fever - Sleepwalking Through The Mekong (Morgan Page Remix)
- The Lovemakers - Falling Apart (Garcia and Page Remix) (Geffen, US)
- The Submarines - Brighter Discontent (Morgan Page Downtempo Remix)
- The Submarines - Peace and Hate (Morgan Page Remix) (Nettwerk, US)
- Leigh Nash - Nervous In The Light of Dawn (Morgan Page Remix) (Nettwerk, US)
- Leigh Nash - My Idea of Heaven (Morgan Page Remix) (Nettwerk, US)
- Marcus Schulz – Without You Near (Morgan Page Remix) (Coldharbour)
- Wasley, Micali, and Ajami - Set You Free (Morgan Page Remix)
- David Garcia feat. Jay Walker - Too Good (Morgan Page Remix)
- Shine - Ashbury (Morgan Page Downtempo Remix) (Shine, France)
- Shine - One Day (Morgan Page Remix) (Shine, France)
- Bitter:Sweet - Dirty Laundry (Morgan Page Remix) (Quango, US)
- Crystal Fake – Menofake (Morgan Page Remix) (Force Tracks, Allemagne)
- Crystal Fake – Hot Crystal (Morgan Page Remix) (Force Tracks, Allemagne)
- Stefy – Chelsea (Morgan Page Remix) (Wind-Up, US)
- Jets Overhead – All the People (Morgan Page Remix) (White)

## Distinctions
- 2008 : International Dance Music Awards 2008, catégorie : percée d'artiste (solo) (nomination)
- 2008 : International Dance Music Awards 2008, catégorie : meilleur morceau trance/house progressive (nomination)
- 2009 : Grammy du « meilleur remix, non-classique » (The Longest Road (Deadmau5 Remix) de Morgan Page featuring Lissie) (nomination)
- 2012 : Independent Music Awards : catégorie « meilleur album electornica/dance » pour In the Air[6].